# Sufjan Stevens
Sufjan Stevens (/ˈsuːfjɑːn/ SOOF-yahn; sinh ngày 1 tháng 7 năm 1975) là một ca sĩ-nhạc sĩ người Mỹ sinh ra tại Detroit, Michigan. Album ra mắt của anh, A Sun Came, được ra mắt năm 1999 với hãng đĩa Asthmatic Kitty mà anh đồng sáng lập với người cha dượng. Stevens có lẽ bắt đầu được biết đến rộng rãi từ album Illinois (2005), đạt vị trí số một bảng xếp hạng Top Heatseekers của Billboard với bài hát "Chicago". Năm 2017 Stevens đã sáng tác 2 bài hát "Mystery of Love", "Vision of Gideon" và dành tặng cho bộ phim Call Me by Your Name, trong đó "Mystery of Love" nhận được đề cử Oscar ở hạng mục Ca khúc chủ đề xuất sắc.
Stevens chơi nhiều phong cách nhạc khác nhau, từ electronica trong Enjoy Your Rabbit và lo-fi folk ở Seven Swans tới phần nhạc âm hưởng giao hưởng của Illinois và chủ đề Giáng sinh trong Songs for Christmas. Stevens chơi nhiều nhạc cụ, và thường chơi một số nhạc cụ khác nhau trong cùng bản thu. và thường viết nhạc theo nhiều nhịp khác nhau. Mặc dù các bài hát của anh thấm nhuần đức tin Kitô giáo, anh đã nhiều lần tuyên bố một ý định tách biệt đức tin của mình khỏi âm nhạc.

## Danh sách đĩa nhạc

### Album phòng thu
- A Sun Came (1999)
- Enjoy Your Rabbit (2001)
- Michigan (2003)
- Seven Swans (2004)
- Illinois (2005)
- The Age of Adz (2010)
- Carrie & Lowell (2015)
- The Ascension (2020)
- Javelin (2023)

### Album hợp tác
- Sisyphus (2014), hợp tác với Serengeti và Son Lux (Sisyphus)
- Planetarium (2017), hợp tác với Bryce Dessner, Nico Muhly và James McAlister
- The Decalogue (2019), hợp tác với Timo Andres
- Aporia (2020), hợp tác với Lowell Brams
- A Beginner's Mind (2021), hợp tác với Angelo De Augustine
- Reflections (2023), hợp tác với Timo Andres và Conor Hanick